# Марфа Собакина
Марфа Васиљевна Собакина (рус. Ма́рфа Васи́льевна Соба́кина, око 1552. Коломна — 13. новембар 1571. Александровскаја слобода, данас Александров), била је ћерка племића из Коломна и трећа супруга Ивана IV Грозног, цара Руског царства.

## Биографија
Историја има скромне податке о поријеклу Марфе и њеној породици. Чак и за оне доступне, постоје различита тумачења. Историчари су сагласни да је она била племићког поријекла, а да је њена породица дошла из Коломне. Њен отац био је Василиј Степанович Собакин Велики (или Старији), иако су га неки историчари погрешно назвали новгородским трговцем Григоријем Собакином.
Након губитка друге супруге, Иван Грозни је изабра Марфу (након спроведене смотре невјести), за трећу супругу. Брак је склопљен 28. октобра 1571. године. Само пар дана након свадбе, нова руска царица се изненада разболила и након 15 дана умрла. Као што је био случај са прве двије супруге, Анастасијом Романовном и Маријом Темрјуковном, рана смрт царице родиле су додатну сумњу да су све три биле отроване, што је разбјеснило цара. Према неким изворима, у току истраге погубљено је 20 особа.
Због три закључена брака, православна црква у Русији је забрањивала цару и четврти брак, што су Иванови непријатељи засигурно искористили. Цару нису помогле ни тврдње да је брак са Марфом био фиктиван, због њене изненадне болести.
Истраживања посмртних остатака Марфа Васиљевне, које је проведено 1990те године, показала су да нема никаквих токсичних и других отровних хемијских елемената. Међутим, овдје се не искључује употреба биљних отрова који пркосе хемијској анализи.